# Parc national de Kozara

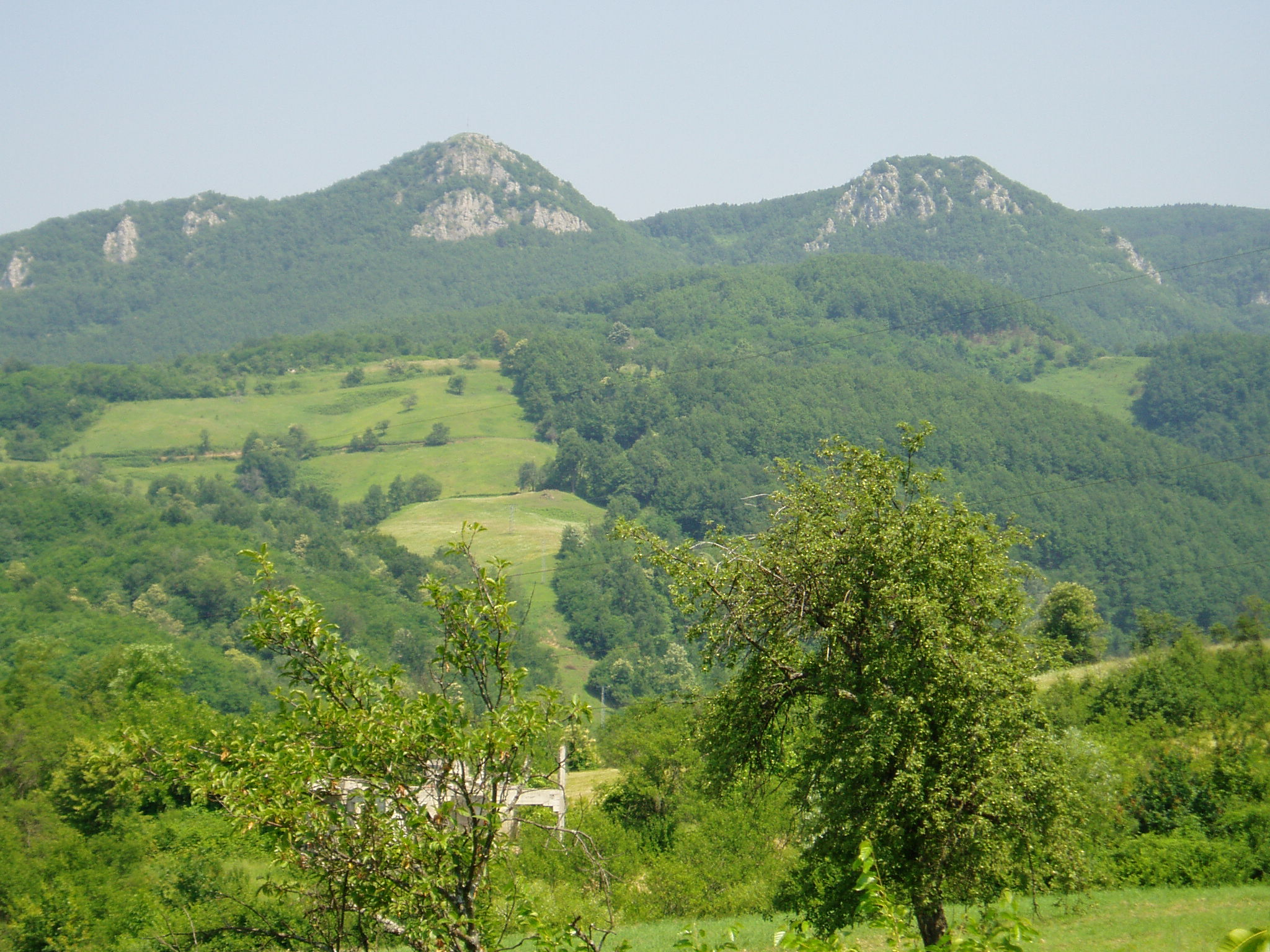
Versant de la montagne Kozarački Kamen.

Le parc national de Kozara (Nacionalni Park Kozara) est un parc national situé en Bosnie-Herzégovine. La zone fut déclarée forêt nationale en 1967 par le dirigeant yougoslave Josip Broz Tito. Le parc, d'une superficie de 35,2 km2, est composé de forêts et de zones vallonnées. On le surnomme comme la « Beauté verte de la Krajina ». 

## Description
La région du parc est composée de montagnes et de plateaux dont l'altitude ne dépasse pas les 1 000 mètres. Le parc abrite les sources des rivières Mlječanica, Mostanica, et Kozara. Composées de roches calcaires et sédimentaires, le sol et le sous-sol du parc connaissent des phénomènes karstiques.

## Faune et flore
On a relevé dans le parc plus de 900 espèces végétales dont certaines endémiques. Le nord du parc est recouvert d'une forêt composée de hêtres et de sapins. Le sud est plutôt couvert de chênes, de pins blancs et noirs ainsi que d'épicéas. On trouve également différentes fleurs comme l'Aspérule odorante (Asperula odorata), l'anémone (Anemone nemorosa), l'hellébore (Helleborus odorus), le plantain (Plantago media), l'Achillée (Achillea millefolium), le thym (Thymus serpyllum), le genévrier commun (Juniperus communis), la sauge (Salvia officinalis), la gentiane (Gentiana lutea) et l'ail sauvage (Allium ursinom). On trouve également des champignons surtout durant l'automne.
Parmi les mammifères présents en permanence se trouvent l'écureuil, le renard, le chat sauvage, la martre et le furet. Parfois, des loups et des ours en provenance de l'extérieur du parc y font un court séjour. Les oiseaux sont représentés par exemple par des aigles, des chouettes, la perdrix, le pigeon, la tourterelle, le pic vert, et le rossignol philomèle. La zone abrite également des lézards, des serpents et des amphibiens.

## Tourisme
Les activités principales dans le parc sont axées sur la randonnée. Bien que le parc soit essentiellement consacré à la protection de la nature, une zone du parc est consacrée à la chasse.

Les touristes viennent aussi voir le monument pour les morts de la Seconde Guerre mondiale, on y trouve encore un tank de l'armée de l'ex-Yougoslavie, des articles de presse et des armes dans le musée. Kozara est aussi connu pour son eau de source, plusieurs fontaines ont été installées et les habitants de la ville de Kozarac viennent remplir des bouteilles d'eau fraîche en grande quantité.

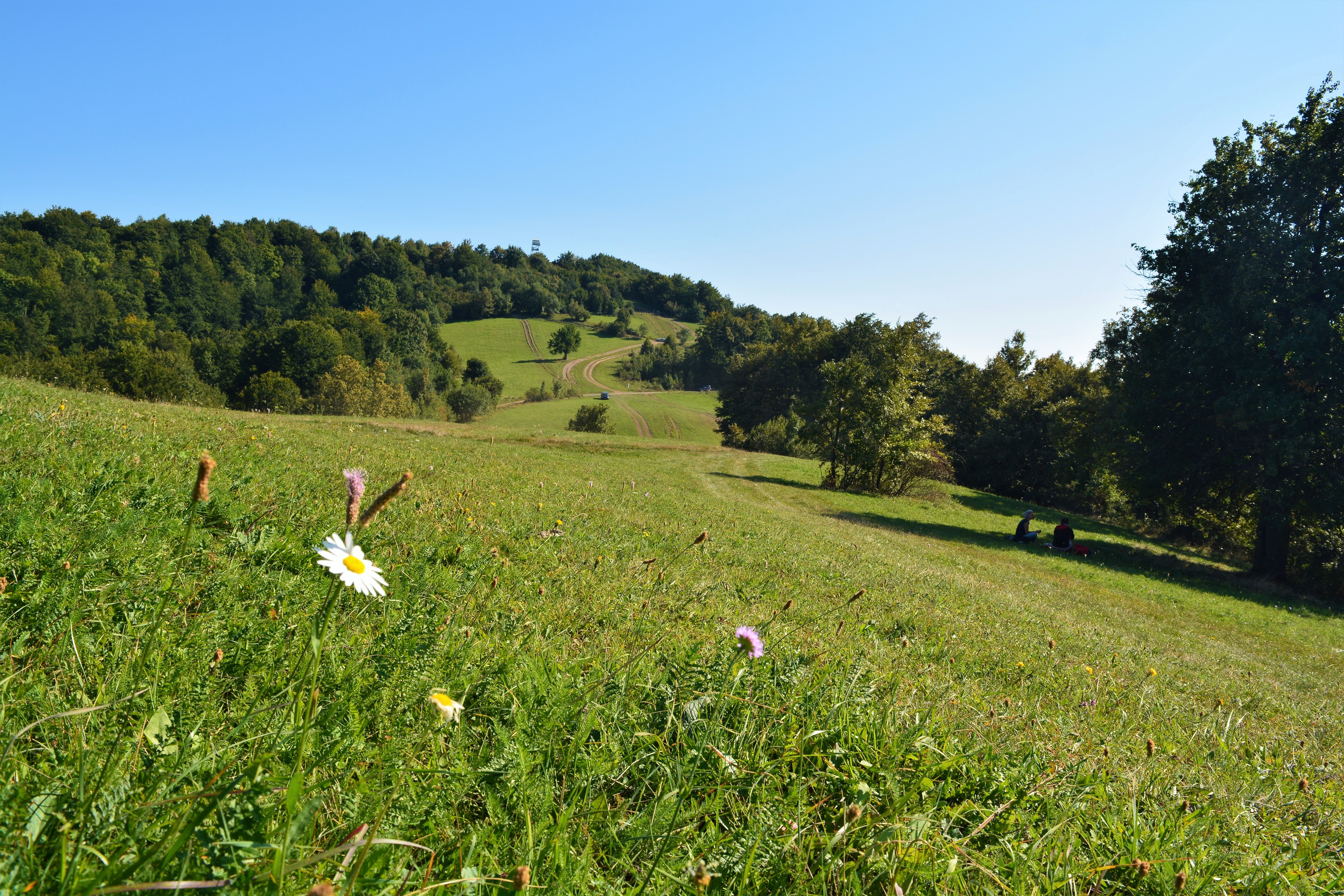
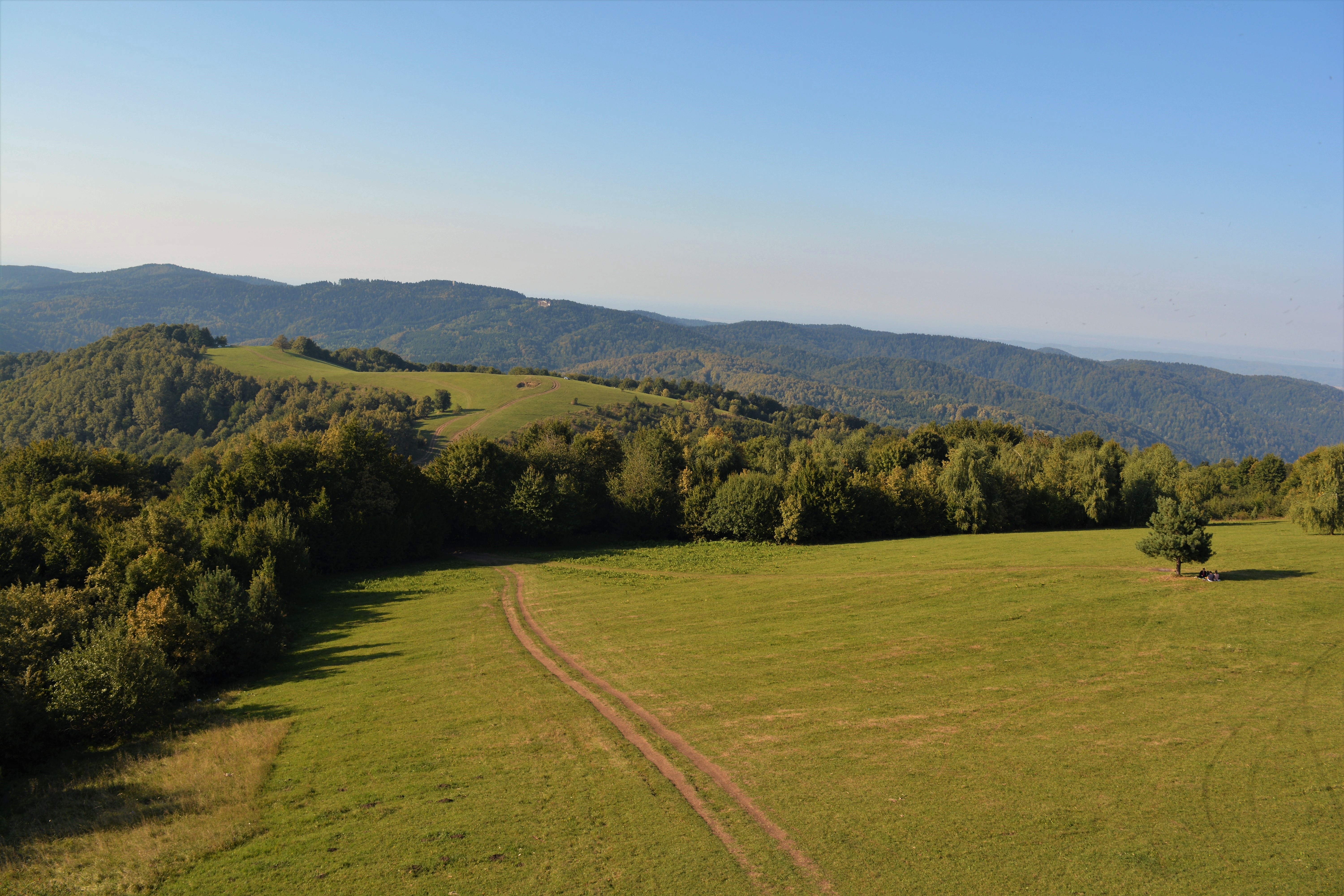
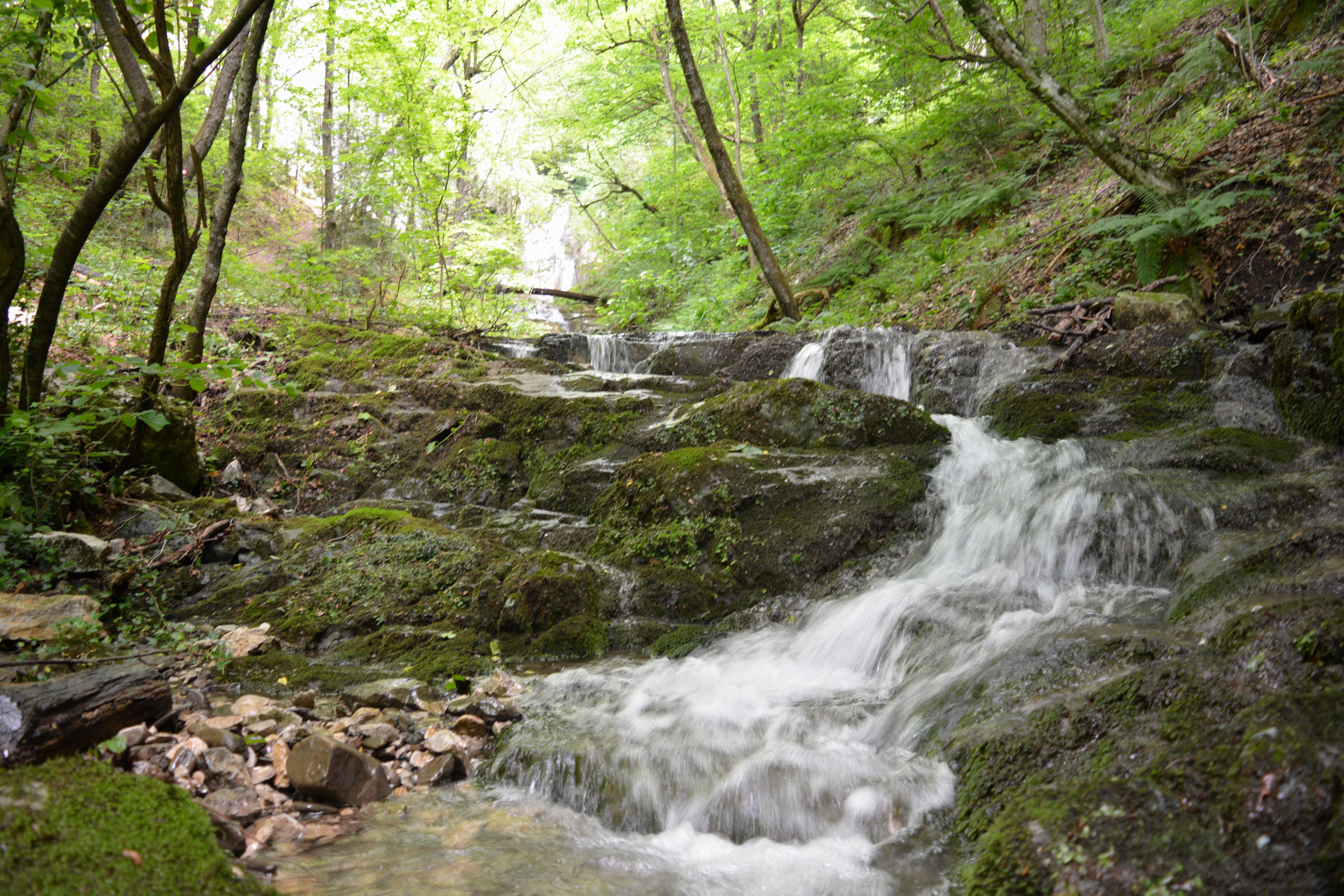